# Розен, Григорий Владимирович
Барон Григо́рий Влади́мирович Ро́зен (1782—1841) — русский военный деятель и администратор из эстляндского рода Розенов, генерал от инфантерии (22.08.1826), генерал-адъютант (20.02.1818). Отличился в Польской кампании 1831 года, после которой стал командующим Отдельным Кавказским корпусом (13.09.1831-30.11.1837). В 1831—1837 годах главноуправляющий гражданской частью и пограничными делами Грузии, Армянской области, Астраханской губернии и Кавказской области. Брат генерал-майора А. В. Розена.

## Биография
Сын генерал-поручика Владимира Ивановича Розена (1742—1790) от брака с Олимпиадой Фёдоровной Раевской. 6 марта 1789 года был зачислен на службу сержантом в лейб-гвардии Преображенский полк. 21 декабря 1796 года произведён в портупей-прапорщики, 21 января 1797 года в прапорщики, 9 сентября 1798 года — в поручики, 4 сентября 1799 года был произведён в штабс-капитаны, а 21 мая 1803 года в капитаны.

### Участие в Наполеоновских войнах
В 1805 году участвовал в походе против Наполеона: с 17 октября, перейдя границу, побывал в Восточной Галиции, Силезии и Моравии, 20 ноября участвовал в битве под Аустерлицем, за которую был награждён золотой шпагой с надписью «За храбрость». В 1806 году возвратился в Россию через Венгрию и Западную Галицию, 29 марта того же года был произведён в полковники, а 15 января 1807 года — назначен шефом 1-го Егерского полка. С 28 января 1807 года, когда начался второй поход против Наполеона, вновь находился при действующей армии, вступив в Пруссию. Занимал должность дежурного штаб-офицера при графе Платове, участвовал во множестве стычек во время преследования французской армии от Кёнигсберга через Гутштадт (с 8 по 17 февраля), 21 февраля участвовал в сражении при Лаунау, 28 февраля — в столкновении при деревне Альт-Кирхен, 13 марта вместе с казачьими полками участвовал в атаке на укреплённые селения Мальгу и Дембовецу, занятые частью корпуса Польских войск под командованием генерала Зайончека, который сначала потерпел поражение, но затем, получив подкрепление, дал русским войскам 30 апреля второй бой под Мальгой. С 1 мая участвовал в атаках Аленштейна, получил контузию осколком картечи в голову, оставшись, однако, в строю до конца сражения. 28 мая при Гутштадте и два следующих дня при Гейльсберге находился в авангардных отрядах, принимавших непосредственное участие в сражении, а 4 июня участвовал в стычке при Велау, удержав противника на Немане, получив за это орден Св. Владимира 3-й степени. 2 июня, перейдя Неман, возвратился в Россию. 27 декабря 1807 года получил за Аленштейн и Гуттштадт орден Святого Георгия 4-го класса № 820 
В воздаяние отличного мужества и храбрости, оказанных в сражении 24 мая против французских войск при Гутштате, где с командуемым полком храбро отражал во всех местах неприятеля, поступая с неустрашимостию и ободряя к храбрости офицеров и нижних чинов.
 От прусского короля ему был также вручён орден «За достоинство».
Принимал участие в Русско-шведской войне 1808—1809 годов, в Финляндии находился с 29 августа 1808 года. 16 сентября возглавлял авангард в отражении шведского десанта при Гельзингере, за что 28 марта 1809 года произведён был в генерал-майоры. В том же году, с 1 по 13 марта, он участвовал в зимней экспедиции по захвату Аландских островов, во время которой командовал авангардом центральной колонны. После заключения мира вернулся в Россию через реку Кюмень и получил назначение бригадным командиром лейб-гвардии Преображенского и Семёновского полков с утверждением в этой должности 14 сентября 1810 года. В 1812 году принимал участие в Комиссии по окончанию старых нерешённых дел Военного ведомства.

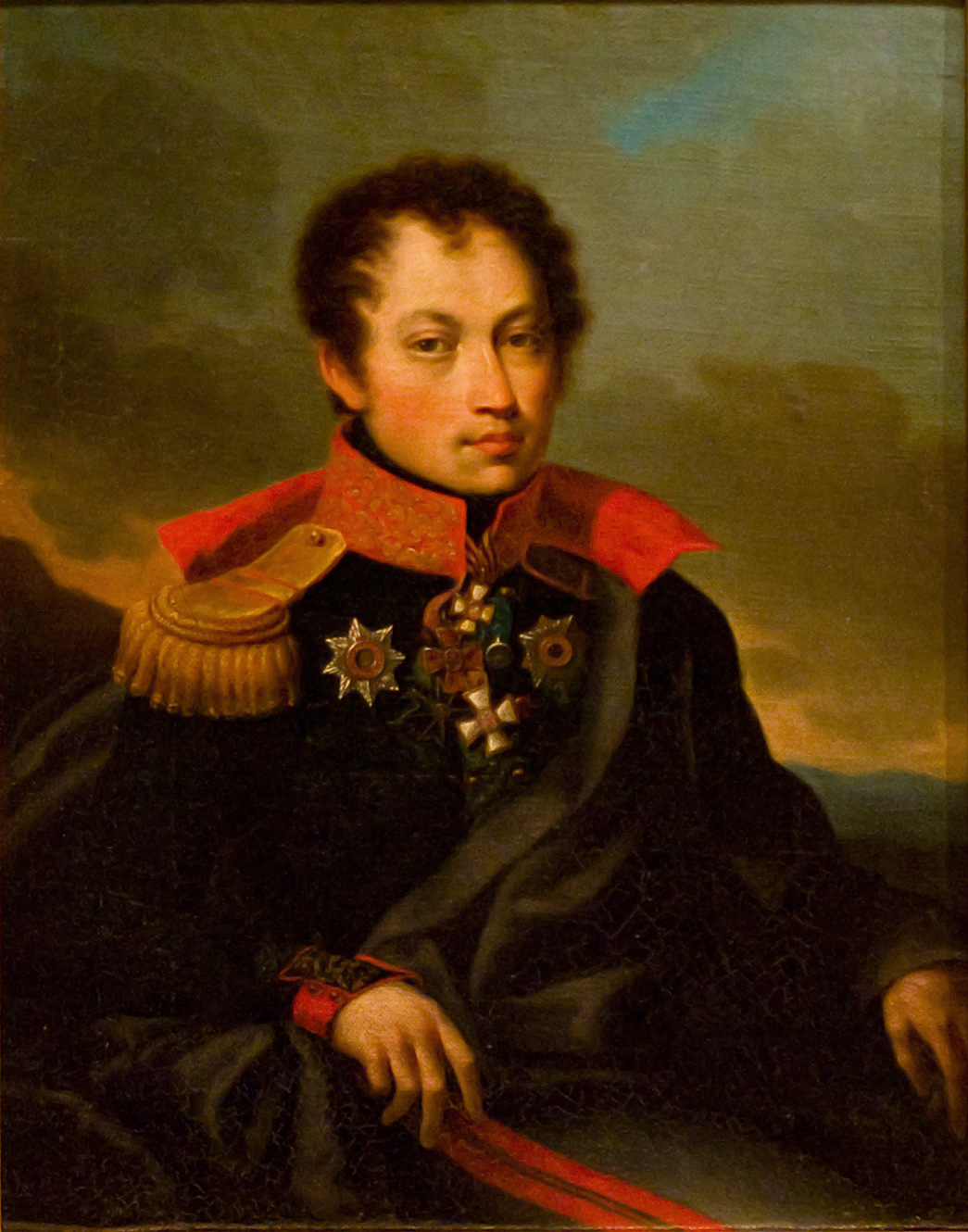
На портрете Афанасия Бурцева (ок. 1817—1818 гг.), Государственный Эрмитаж.

В период Отечественной войны находился с 12 июня во главе 1-й бригады, бывшей в арьергарде 5-го резервного (гвардейского) корпуса 1-й Западной армии. 9 августа сражался против французов на Днепре, в районе Пневой слободы, 10 августа участвовал в сражении при селении Михайловке, 13 августа — на реке Осме, 15 августа — на той же реке, около Семлёва, при селении Беломирском, 17 августа — в сражении при Вязьме, 23 августа — при Колоцком монастыре. 26 августа, командуя частью гвардии, участвовал в сражении при Бородине, за которое получил орден Святой Анны 1-й степени. После этой битвы принял командование над всей пехотой арьергарда и участвовал в сражениях 27 и 28 августа при Можайске и при отступлении оттуда, 29 августа — при селе Крымском, а 5 ноября, командуя особым авангардом генерала Тормасова, отличился в сражениях под Красным и селением Добрым, успешно обойдя противника и нанеся ему поражение. 16 декабря 1812 года он был назначен командиром лейб-гвардии Преображенского полка, а 3 июня 1813 года за успех под Красным получил орден Святого Георгия 3-го класса № 298 
В награду за отличную храбрость и мужество, оказанные в сражении против французских войск 4-6 ноября 1812 года под Красным.
После преследовал неприятеля до реки Березины. Затем его авангард соединился с армией адмирала Чичагова и выступил по направлению к Вильне. В 1813 году, перейдя через Неман при Мирече, прошёл через герцогство Варшавское в Пруссию и Саксонию, 20 апреля участвовал в сражении при Лютцене, получив 29 апреля назначение начальником 1-й гвардейской дивизии. 8 и 9 мая участвовал в сражении при Бауцене, проявив хорошие стратегические способности, за которое получил от прусского короля орден Красного орла. 15 августа участвовал в битве при Пирне, 16 августа при отступлении по Теплицкой дороге атаковал французов у Гисгюбеля и Гелендорфа, а 17—18 августа отличился в сражении под Кульмом. 17 августа 1813 года произведён в генерал-лейтенанты и в тот же день награждён Прусским орденом Железного Креста. 4 и 6 октября барон Розен участвовал в так называемой Битве народов под Лейпцигом, а затем через Пилау, Наумбург, Веймар и Тюрингию прибыл во Франкфурт-на-Майне, а оттуда через Дармштадт и Великое герцогство Баденское — в Базель. 1 января 1814 года после перехода через Рейн вступил со своими войсками в Париж, после окончания войны через Нормандию до Шербура, а оттуда на корабле «Смелый» возвратился в Россию, в Кронштадт. 3 мая 1814 года был награждён орденом Святого Владимира 2-й степени, а также серебряными медалями за кампанию 1812 года и за взятие Парижа.

### Служба в мирное время
После войны возглавлял 20-ю пехотную дивизию, позже 1-ю гвардейскую пехотную дивизию. В период пребывания императора за границей Розен занимал в Петербурге должность председателя особой комиссии по разбору дел и недоразумений, возникших между офицерами гвардейской артиллерии. 20 февраля 1818 года был пожалован в генерал-адъютанты с оставлением в прежней должности, а в мае того же года находился в Москве, командуя гвардейским отрядом, получив 26 мая 1818 года благоволение от монарха за хорошую службу. 14 марта 1819 года был назначен членом учреждённого 18 августа 1814 года императором комитета и за «неустанные труды в нём и полезную деятельность» получил 12 марта 1820 года 6000 десятин земли, вместо которых в 1830 году ему было выдано из казны 42000 рублей ассигнациями. 11 мая 1821 года возглавил 18-ю пехотную дивизию, за манёвры 29 августа 1823 года был награждён алмазными знаками к ордену Святой Анны 1-й степени. 1 мая 1826 года возглавил сводную дивизию 5 пехотного корпуса, 22 августа того же года получил чин генерала от инфантерии с назначением командиром 1-го армейского корпуса. 2 октября 1827 года ему был вручён орден Святого Александра Невского, 27 октября того же года он был назначен командиром отдельного Литовского корпуса, получив в 1827—1829 годах шесть раз благоволение от монарха за службу. 1 июля 1830 года был награждён алмазными знаками к ордену Святого Александра Невского.

### Подавление Ноябрьского восстания

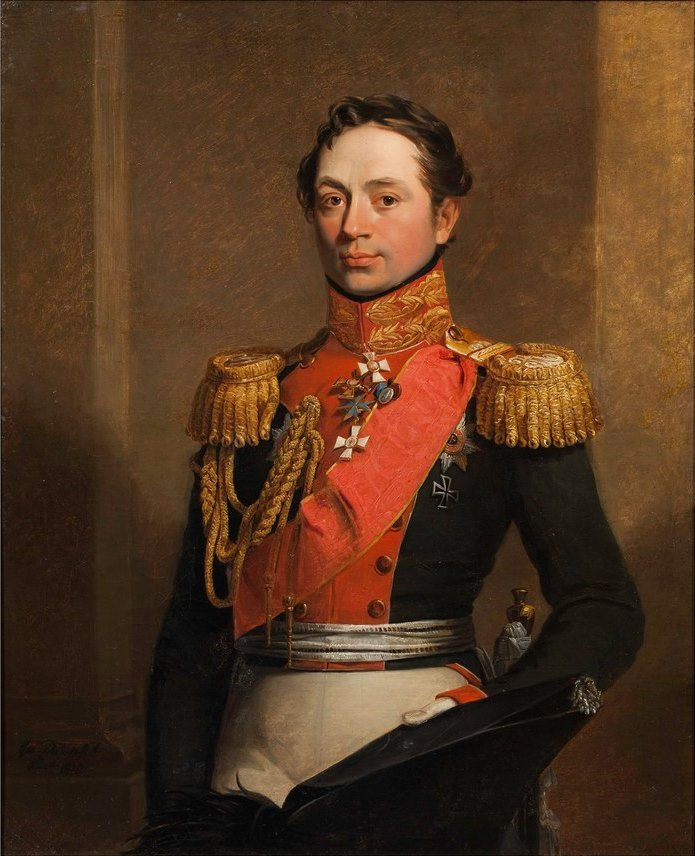
Портрет работы Джоржда Доу, 1820-е гг. Музей Отечественной войны 1812 года.

Во время Ноябрьского восстания в Польше 1830—1831 годов барон Розен был одним из главных военачальников. Во главе 6-го пехотного корпуса, состоявшего из 26 батальонов пехоты, 24 эскадронов кавалерии и 120 орудий и 2-х казачьих полков, он 25 января 1831 года, перейдя границу в района Суража и Пионткова, выступил через Соколы на Высокомазовецк. В ночь со 2 на 3 февраля сражался около Пневника с отрядами Скржинецкого, оттеснив противника с занятых позиций. 5 февраля сражался при Добре, на следующий день руководил боем в авангарде своего корпуса между Станиславовом и Окуневом. 7 февраля в генеральном сражении при корчме Вавер лично командовал корпусом и вынудил противника отступить к Праге (предместье Варшавы), спустя сутки продолжил успешное наступление.
Отличился во время Гроховского боя (13 февраля), пытаясь овладеть Ольховой рощей, обороняемой превосходящими силами дивизии Жимирского, что ему в итоге удалось сделать после 5-часового боя, с потерей нескольких орудий и благодаря подходу резервов генералов Толля и Нейдгарта. Был награждён за этот бой орденом Святого Владимира 1-й степени. С 11 марта прикрывал сообщение действующей армии от неприятеля. Спустя сутки был вынужден из-за удара превосходящих сил Скрижнецкого отступить к Бресту, где соединился со 2-м корпусом, затем принял на себя командование отрядом Гейсмара, отступившим к Дембе-Велке. 19 марта, имея 8000 пехотинцев и 2000 кавалеристов, вступил в бой с 40000 поляков и после 4-часового упорного сопротивления был вынужден отступить к Калушину, а затем к Ягодной у речки Костржины.
Вечером противнику удалось прорвать центр его линии, и в 2 часа ночи он отступил от Минска, при этом его арьергард сумел задержать поляков до 8-ми часов 20 марта. Затем Розен на некоторое время отбыл в генеральный штаб, успев вернуться к разгару крупного сражения при Игане 26 марта, когда 6-й корпус был атакован всей польской армией, не приняв, однако, командования, ибо видел хорошее руководство боем со стороны Гейсмара, которому он передал командование до отъезда. В тот день поляки были отброшены, спустя сутки Розен лично произвёл рекогносцировку со всей кавалерией, а получив 29 марта вступил в бой с противником на реке Муховце при деревне Игане, где ему удалось разбить врага и нанести ему большие потери.
В первых числах апреля прибыл с 6-м корпусом в Брест-Литовск, возглавив войска на правом берегу Буга и начав его укрепление, отправив в скором времени экспедиции в Ковельский уезд и в Беловежскую пущу, чтобы не допустить раздробления его сил мятежниками. После переправы через Неман его войска стояли на Варшавское шоссе от Бреста до Седлеца. В июле он выступил к Беловежской пуще против мятежников из Литвы под командованием Дембинского, через Семятыче выйдя к Цехановцу. 1 августа Розен направился от Брест-Литовска к Праге, а 8 августа, дойдя до Вавер, отошёл к Милосне, чем отвлёк внимание неприятеля от Варшавы.
Когда корпус Раморино выступил из Варшавы, Розен, несмотря на численное превосходство противника, сдержал его натиск, сохранив сообщение с Брест-Литовском. Ему удалось отразить — 16 августа между Крынками и Мендзиржецом и спустя сутки при Мендзыжеце — попытки Раморино пробиться сквозь его позиции, после чего фланговым маршем через Ломжу он прикрыл важный для русских Брест-Литовск, отразив от него 21 августа атаку Раморино. Одержав победу, Розен преследовал его до австрийской границы, участвовал в сражениях 3 сентября при Вржеловеце, Ополе и Юзефове, 4 сентября — между Свенцыховым и Роховым, а также при деревне Касине, 5 сентября — при деревне Борове, после чего корпус Раморино был вынужден отступить в Галицию. 13 сентября 1831 года получил орден Святого Георгия 2-го класса № 89 «за поражение генерала Раморино в сражении при Рахове 4 сентября 1831 г.», а также польский знак отличия «За военные достоинства» 1-й степени.

### Главноуправляющий Грузией
Барон Розен 13 сентября 1831 года был назначен командующим Отдельным Кавказским корпусом и главноуправляющим гражданской частью и пограничными делами Грузии, Армянской области, Астраханской губернии и Кавказской области. Сдав командование 6-м корпусом своему преемнику, Розен 20 сентября отправился из действующей армии к месту своего нового назначения — в Тифлис.
Уже в 1832 году Розену удалось обнаружить в среде грузинского дворянства антиправительственный заговор, и по приказу было арестовано множество влиятельных лиц, хотя из всех привлечённых к следствию 120 человек в Сибирь было сослано только 4 главных виновника, остальные же остались на свободе. Административной работой он занимался очень активно, с бумагами нередко работал даже по ночам, лично знал всех подчинённых ему чиновников, привёл в точность все поземельные доходы, шедшие в казну натурой с мусульманских титульных имений Эриванской области.

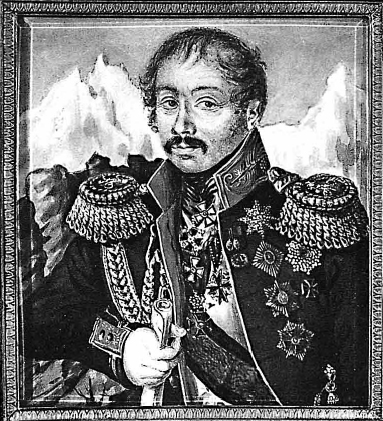
Розен на фоне Кавказских гор

Предстояла битва за Гимры. В начале октября русский отряд под командованием самого Розена прибыл к этому аулу, состоявшему из 800 дворов с большими запасами боевых материалов; здесь, в родном селении Кази-Муллы и Шамиля, находились главные силы горцев. Кази-Мулла, узнав о подходе Розена, хотел бежать, но ему воспрепятствовали в этом его же соратники, упрекнувшие его в малодушии. 18 октября Розен с чеченским отрядом генерала Вельяминова атаковал Гимры и после тяжёлого и кровопролитного штурма овладел аулом. Отряды горцев понесли тяжёлые потери и рассеялись, а Кази-Мулла укрылся в башне вместе с 60-ю самыми преданными ему мюридами, где все они в итоге погибли. Во время осады в тыл Розену ударили силы первого мюрида Кази-Муллы Гамзат-Ратау, однако Розен направил против него генерала Клугенау к селению Игранаю, чем вынудил Гамзата бежать в Новый Гоцатль, где тот был провозглашён преемником Кази-Муллы. 28 октября койса-булинцы официально приняли присягу на верность России, после чего Гимринская экспедиция была закончена, а Розен со своими войсками выступил к Темир-Хан-Шуре. За успешные действия против горцев он был награждён золотой шпагой, украшенной алмазами, с надписью «за храбрость». 10 февраля 1833 года персидский шах прислал ему орден Льва и Солнца 1-й степени. В апреле 1834 года Розен получил от османского султана бриллиантовую саблю за помощь в поимке и выдаче турецкому правительству известного мятежника Кади-Кряна.
В 1834 году Розен разбил силы Гамзат-бека в Северном Дагестане, восстановив также местное правление в Аварском ханстве, за что удостоился «полной и совершенной признательности Государя Императора», получив такую же во второй раз в 1835 году за поддержание в отличном состоянии сил вверенного ему Отдельного Кавказского Корпуса.
В 1836 году, ещё до получения известий о новых успехах Шамиля, находившегося тогда в Ашильте, Розен предложил генералу Реуту выступить в Унцукуль, а оттуда в Ашильту, чтобы занять эти пункты. В начале 1836 года до него дошли сведения о Шамиле, напавшем на аварцев. Положение Розена было очень серьёзно, и ему оставалось лишь два средства: или путём мирных переговоров склонить Шамиля к миру, или нанести его горцам решительный удар. Шамиль в это время сам предложил условия мира, которые, однако, не входили в расчёты Розена, и он потребовал от Шамиля полной покорности и высылки его сына в Тифлис, где русское правительство взяло бы на себя обязанности заботиться об его образовании. Однако, несмотря на свою многолетнюю деятельность и опыт, барон Розен часто делал крупные ошибки: так, он не оцепил честного и храброго генерала Клугенау, прекрасно знавшего быт горских племён и пользовавшегося среди них большим уважением, и, наоборот, доверился генералу Фези — человеку честолюбивому и часто даже обманывавшему его в своих официальных донесениях.
В 1837 году Шамиль возобновил свои нападения на границы Кахетии, при этом сжёг три селения и взял в плен 80 жителей. Это обстоятельство побудило барона Розена к возобновлению военных действий против горцев. В конце февраля он приказал выступить двум отрядам: одному под командованием генерала Фези через Андию к Ашильте, а другому — под командой Клугенау — туда же через Дагестан; оба отряда должны были соединиться у Ашильты. После множества столкновений им удалось одержать победу, после чего Андия 2 марта покорилась России. Во время действий Чеченского отряда по приказанию Розена делались военные приготовления и в нагорном Дагестане, поскольку он опасался опасался, что Шамиль может занять Хунзах и тем стать опасным для русских. Главными целями Розена в отношении горцев были: 1) уничтожение Шамиля и его влияния и 2) постоянное занятие Хунзаха русскими войсками. Для достижения первого он считал необходимым разрушение Ашильты как главной крепости и убежища Шамиля, причём выбор средств для этого предоставлял генералу Клугенау. Второй же цели — занятия Хунзаха и устройства удобного с ним сообщения Шуры — он решил достигнуть во что бы то ни стало. В расчёты Розена входило также проникнуть как можно далее по Аварскому Кой-су — для того чтобы исследовать дорогу, ведущую по этой реке и через главный Кавказский хребет в Кахетию. Сама мысль о соединении Нагорного Дагестана с Грузией кратчайшим путём принадлежала барону Розену. Отряд для предполагаемой экспедиции под командованием генерала Фези был определён Розеном в 9 батальонов пехоты при 8-ми горных орудиях-единорогах, 8-ми кегорновых мортирах и 250 казаках; предполагалось также потребовать от Шамхала Тарковского, Магомет-хана Казикумыкского и Акушинского Кадия прислать своих людей. Предполагалось, что бюджет экспедиции составит 15000 рублей, но в расчёте этом Розен допустил ошибку — он возрос до 100000.
С 30 апреля 1837 года Розен находился в походе от Сухум-Кале в Цебельду, заняв 3 мая подошву горы Аюшт, покорив Цебельду; здесь он освободил из горского плена 100 русских военнопленных. По возвращении от Сухум-Кале с теми же войсками он на фрегате «Анна» прибыл 7 июня к мысу Адлеру (Константиновскому) и под сильным неприятельским огнём высадился на берег. Заняв мыс, он укрепился на нём и после нескольких столкновений с племенами черкесов приступил к работе по возведению укрепления «Святого Духа», которое и было заложено 19 июня. После этого Розен отправился осматривать все укрепления, выстроенные на восточном берегу Чёрного моря. 10 июня была взята Ашильта, и Шамиль был вынужден формально сдаться русским, заключив перемирие и выдав аманатов. Розен внёс большой вклад в строительство дорог, выполненное войсками с 21 июня по 29 августа: так, по его приказу были соединены дорогой Хунзах и Шуру через Белоканы, а также проложен путь через Койсубулинский хребет и установлены переправы в Зирянахе. В том же году он подавал восстание цебельдинских абхазов.
Введённый в заблуждение неверными донесениями генерала Фези о том, что Шамиль якобы окончательно покорился России, барон Розен отправил донесение императору о полном подчинении Шамиля и Кавказа, в результате чего была запланирована поездка монарха на Кавказ. Розен получил распоряжение пригласить к 6 октября в Тифлис Шамиля и его сторонников, чтобы иметь возможность просить прощения у императора. Между тем Фези, зная о лживости своего донесения, отказался пригласить Шамиля и тем поставил Розена в неловкое положение. Не зная, к кому обратиться, барон Розен поручил все переговоры с Шамилем генералу Клугенау, но и последнему, несмотря на все его старания, не удалось привести дело к желаемому результату: Шамиль отказался ехать в Тифлис, после чего обман генерала Фези обнаружился.
В 1836 году вёл переговоры с персидским правительством о русском посольстве, находившемся в Тегеране, а также о выдаче Персией русских дезертиров. В ходе этих же переговоров он ходатайствовал о выдаче пособия матери и жене убитого в Тегеране Грибоедова и сумел добиться этого пособия.

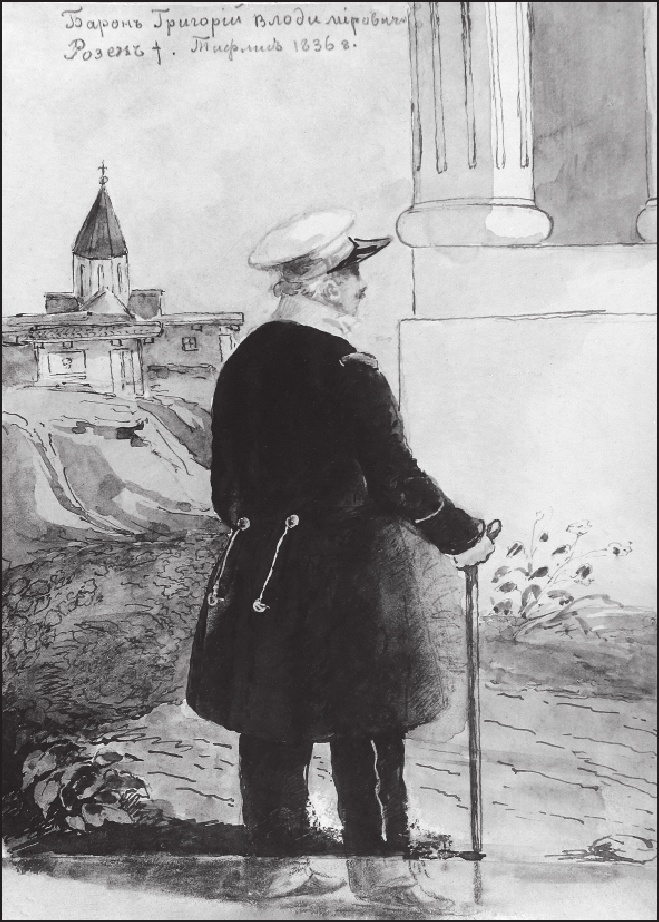
Розен в Тифлисе. Зарисовка офицера Челищева (1836).

В 1837 году, когда император Николай I совершал своё путешествие по Кавказу, барон Розен лично встретил его в начале октября на берегу Чёрного моря, в укреплении Редут-Кале. Оттуда через Ахалцихе и Эривань император отправился в Тифлис, осматривая учреждения как гражданского, так и военного управления. Он неоднократно выражал барону своё удовлетворение и в особенности обратил своё внимание на хорошее состояние военных госпиталей. Однако вскоре случилась большая неприятность: командир Эриванского полка флигель-адъютант полковник князь А. Л. Дадианов, женатый на дочери барона Розена, был уличён в злоупотреблениях, о чём было донесено Николаю I. Император во время парада 11 октября, вызвав перед строем князя Дадианова, в присутствии барона Розена приказал снять с него аксельбанты и тут же надеть их на смутившегося сына барона Розена — барона Александра Григорьевича (12 декабря 1812 — 24 января 1874), пожаловав его, таким образом, во флигель-адъютанты.
Возможно, истинной причиной немилости государя было то, что барон Григорий Владимирович противился установлению единого управления на вверенной ему территории. По его мнению, непосредственное правление и действие законов Российской империи должны были распространяться только на пять восточных её уездов; западные Имеретия и Гурия и Ахалцыхский район должны были на переходный период оставаться под контролем военно-гражданской администрации. Во время кавказского путешествия сенатор Павел Ган преподнёс эти воззрения императору в самом невыгодном свете.
Барон Розен был по собственному прошению уволен с должности командира Отдельного Кавказского корпуса 30 ноября 1837 года, но фактически продолжил управлять краем до прибытия нового командира корпуса, генерал-лейтенант Е. А. Головина. 30 ноября Розен, несмотря на то, что являлся полным генералом и генерал-адъютантом, был назначен не в Государственный совет, а в московские департаменты Сената. Заслуженный генерал был очень сильно огорчён этим, и вскоре его разбил паралич. Розен скончался 6 августа 1841 года, был погребён в Москве, в Даниловом монастыре.
- Золотая шпага с надписью «За храбрость» (1805)
- Орден Святого Владимира 3-й степени (1807)
- Орден Святого Георгия 4-й степени (27.12.1807)
- Орден Святой Анны 1-й степени (26.08.1812)
- Орден Святого Георгия 3-й степени (03.06.1813)
- Орден Святого Владимира 2-й степени (03.05.1814)
- Алмазные знаки к ордену Святой Анны 1-й степени (29.08.1823)
- Орден Святого Александра Невского (02.10.1827)
- Алмазные знаки к ордену Святого Александра Невского (01.07.1830)
- Орден Святого Владимира 1-й степени (21.02.1831)
- Орден Святого Георгия 2-й степени (13.09.1831)
- Польский знак отличия «За военное достоинство» 1-й степени (1831)
- Золотая шпага с надписью «За храбрость», украшенная алмазами (1831)
- Орден Святого апостола Андрея Первозванного (в послужном списке Г. В. Розена на 20 июня 1840 года его нет)
- Серебряная Медаль «В память Отечественной войны 1812 года»
- Бронзовая Медаль «В память Отечественной войны 1812 года»
- Медаль «За взятие Парижа» (1826)
- Знак отличия беспорочной службы за XL лет (1828)
- Знак отличия беспорочной службы за XXX лет (1838)

Иностранные:
- Прусский Орден Красного Орла 1-й степени (1813)
- Прусский Орден «Pour le Mérite» (1807)
- Прусский Кульмский крест (1813)
- Персидский Орден Льва и Солнца (1833)

## Семья

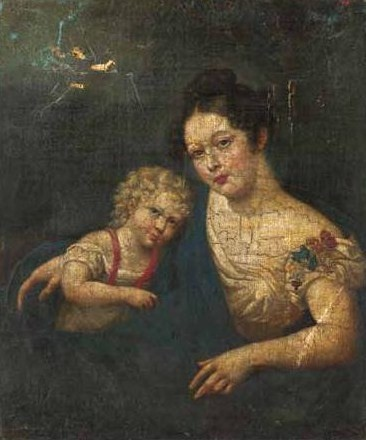
Елизавета Дмитриевна Розен с дочерью Лидией

Жена (с 18.02.1812) — графиня Елизавета Дмитриевна Зубова (1790—1862), родная племянница Платона Зубова; дочь графа Дмитрия Александровича (1764—1836) от его брака с Прасковьей Александровной Вяземской (1772—1835). Состояла фрейлиной императрицы Марии Фёдоровны и посажёными родителями на её свадьбе были Александр I и Елизавета Алексеевна. 9 февраля 1816 года за заслуги мужа была пожалована орденом Святой Екатерины (малого креста). По словам современника, в молодости Елизавета Дмитриевна была очень хороша и имела в свете много успеха. Но с годами следы её прежней красоты едва проглядывали сквозь полноту, которая, увеличиваясь с годами, под старость стала для неё тяжёлым бременем, но в то время придавала ей только вид осанистой дамы, более почтенной, чем моложавой наружности. Дом баронессы Розен был центром общественной жизни Тифлиса. Каждый вечер её гостиная была открыта для небольшого числа избранных посетителей, два раза в неделю, в четверг и в воскресенье, она принимала по вечерам всё местное общество. Ссыльный польский художник-миниатюрист Роман Вильчинский давал уроки живописи и рисования дочерям барона и писал портреты членов семьи. В браке родились:
- Александр (1812—1874) — полковник; попал в немилость по службе из-за женитьбы на дочери В. Д. Иловайского против воли её отца.
- Дмитрий (1815—после 1885) — штабс-ротмистр лейб-гвардии Гусарского полка, однополчанин М. Ю. Лермонтова в 1838—1840 гг.
- Лидия (1817—1866) — фрейлина, с 1836 года супруга князя Александра Леонтьевича Дадианова (1800—1865);
- Аделаида (1818—07.06.1860[10]) — фрейлина, тяжело болела, была прикована к инвалидному креслу, в 1854 году приняла постриг под именем Алексии; умерла от водянки, похоронена в Алексеевском монастыре.
- Софья (1821—1900) — супруга действительного статского советника Владимира Семёновича Аладьина (1796—1876).
- Прасковья (1825—1899) — фрейлина, затем игуменья Владычного монастыря в Серпухове; под впечатлением от процесса по обвинению её в хищении написана пьеса «Волки и овцы».

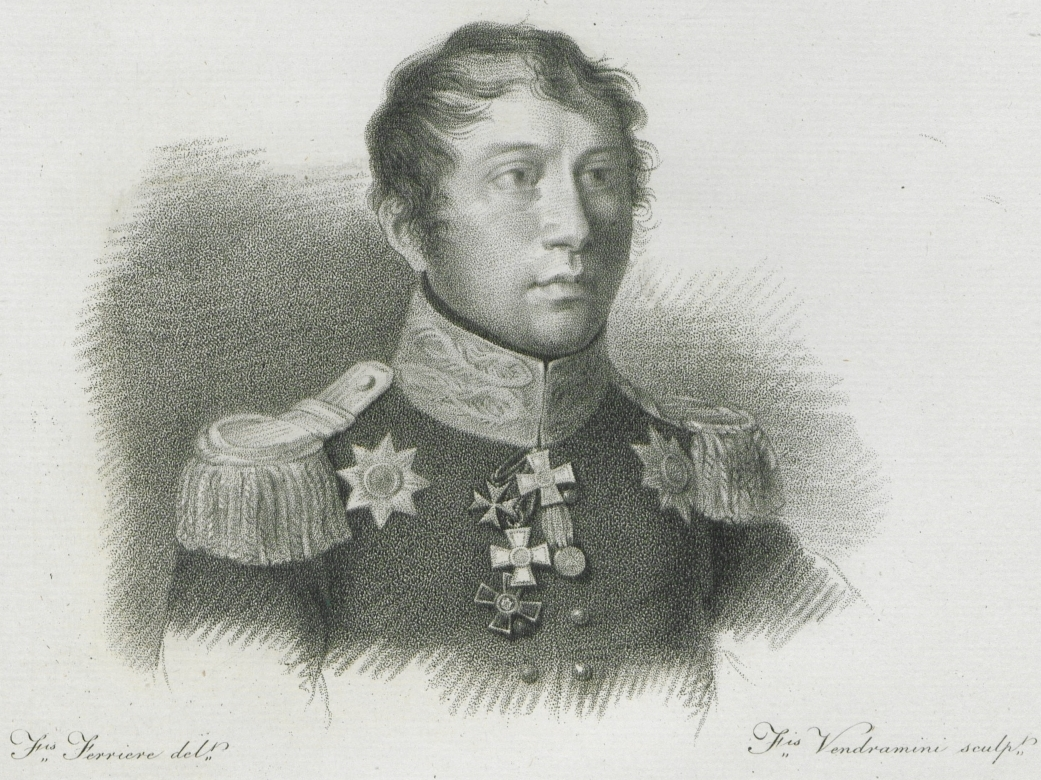
Г.В. Розен, 1814 год.
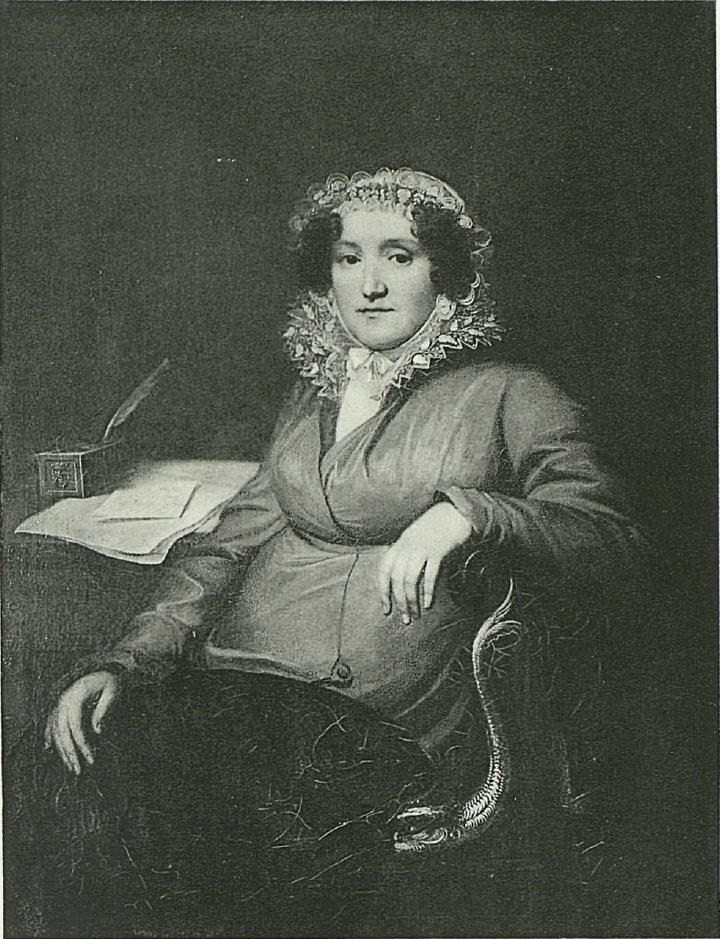
Елизавета Дмитриевна, жена

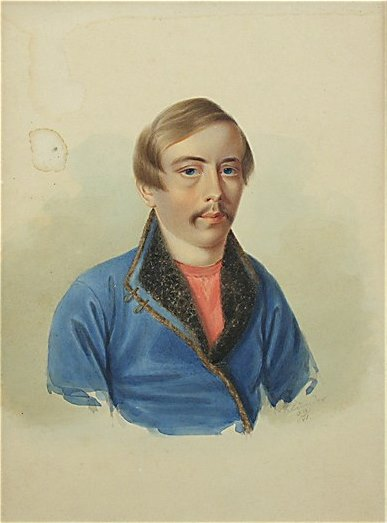
Дмитрий Григорьевич, сын портрет работы А. Клюндера, 1839 г.
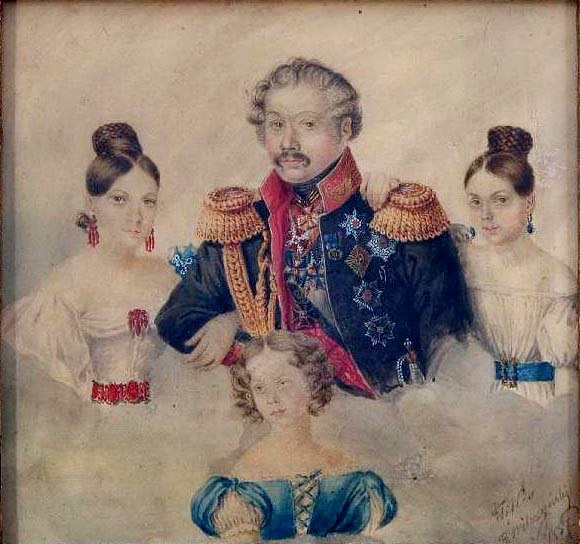
Г.В. Розен с дочерьми: Алелаидой, Софьей и Прасковьей, акварельный портрет работы Р. Вильчинского, 1837 г.
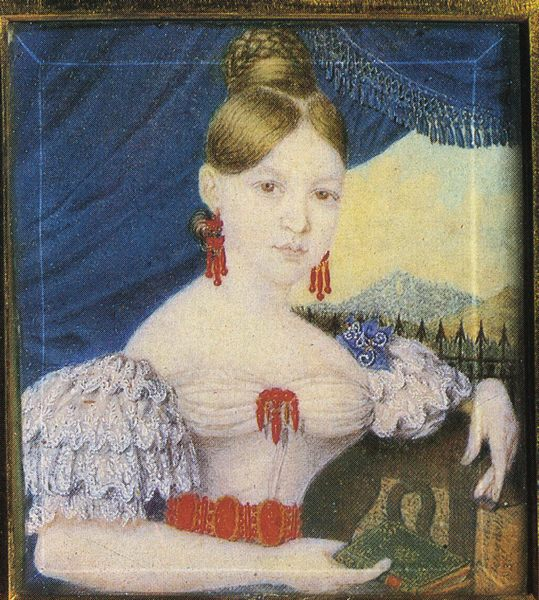
Аделаида Григорьевна, дочь миниатюра работы Р. Вильчинского, 1836 г, ГИМ.
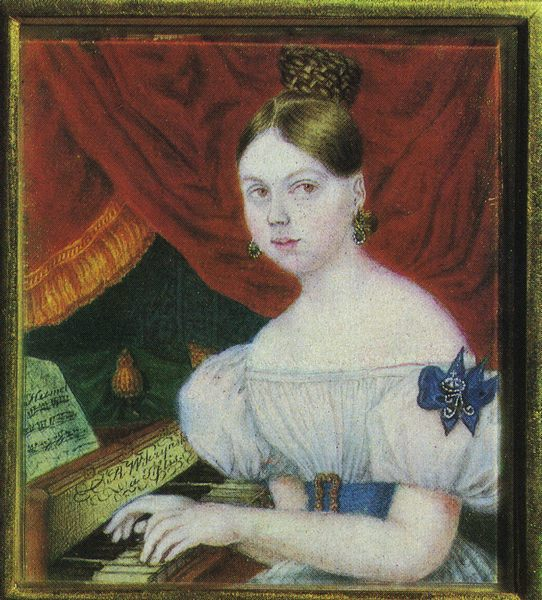
Аделаида Григорьевна, дочь миниатюра работы Р. Вильчинского, 1836 г.